# Gig Stephens
Leonard W. "Gig" Stephens (North Reading, Massachusetts, 2 juni 1926 – aldaar, 19 mei 2014) is een voormalig Amerikaans autocoureur. In 1956, 1960, 1962, 1963, 1964, 1965, 1966 en 1967 schreef hij zich in voor de Indianapolis 500, maar hij wist zich geen enkele keer hiervoor te kwalificeren. De eerste twee races waren ook onderdeel van het Formule 1-kampioenschap. Tussen 1956 en 1973 reed hij ook twaalf USAC Championship Car-races, waarin zijn beste resultaat een zesde plaats was tijdens de Trenton 150 op de Trenton Speedway in 1967. Hij was tussen 1955 en 1960 ook actief in de midget cars, waar hij zes overwinningen behaalde.